# Cheiromeles parvidens
Cheiromeles parvidens је врста сисара из реда слепих мишева (Chiroptera) и породице Molossidae.

## Распрострањење
Присутна је у следећим државама: Индонезија и Филипини.

## Станиште
Станиште врсте су шуме.

## Угроженост
Ова врста је наведена као последња брига, јер има широко распрострањење и честа је врста.